# L'Austral
L'Austral is een historisch Frans merk van motorfietsen.
L'Austral: Cycles-Austral was gevestigd in Parijs en kreeg later de naam Ets. S.A. de Constructions Mécaniques L'Austral, Albert (Somme) et Puteaux (Seine) (1908-1932).
Het is een Frans merk dat lange tijd 211 cc tweetakten maakte. Na 1918 maakte men verschillende 246 cc tweetakten en ook 248- en 348 cc viertakten met blokken van Zürcher en JAP.
De fabrieken van L'Austral stonden in Albert (Somme) en Puteaux (Seine), terwijl de kantoren in Parijs gevestigd waren.
Van de Austral-groep maakte ook het merk Astral deel uit.